# Milocera ustata
Milocera ustata är en fjärilsart som beskrevs av Claude Herbulot 1973. Milocera ustata ingår i släktet Milocera och familjen mätare. Inga underarter finns listade i Catalogue of Life.